# 千葉県道192号白井停車場線
千葉県道192号白井停車場線（ちばけんどう192ごう しろいていしゃじょうせん）は、千葉県白井市南山の、国道464号との交点である「白井駅」交差点を起点とし、白井市根の千葉県道59号市川印西線、千葉県道189号千葉ニュータウン北環状線との交点である「白井市役所入口」交差点を終点とする一般県道である。

## 路線概要
- 起点：白井市南山、「白井駅」交差点
- 終点：白井市根、「白井市役所入口」交差点

## 通過する自治体
- 千葉県
  - 白井市

## 接続するおもな道路
- 国道464号（起点）
- 千葉県道59号市川印西線
- 千葉県道189号千葉ニュータウン北環状線（終点）